# Hughson (Kalifornia)
Hughson város az USA Kalifornia államában, Stanislaus megyében. Lakosainak száma 7481 fő (2020. április 1.).

## Népesség
A település népességének változása:

| 2010 | 6 640 |
| 2020 | 7 481 |